# 7294 Barbaraakey
7294 Barbaraakey eller 1992 LM är en asteroid i huvudbältet som upptäcktes 3 juni 1992 av den amerikanske astronomen Gregory J. Leonard vid Palomar-observatoriet. Den är uppkallad efter upptäckarens fru, Barbara A. Leonard.
Asteroiden har en diameter på ungefär 7 kilometer.